# Àngels i dimonis
Àngels i dimonis és una novel·la d'intriga i suspens, escrita per Dan Brown i publicada l'any 2000. El professor de simbologia religiosa Robert Langdon (personatge principal de El codi Da Vinci, El símbol perdut, Inferno i Origen), es la persona encarregada de la cerca de secrets d'una antiga secta denominada Illuminati i de l'arma més mortífera de la humanitat (antimatèria). Sota el símbol dels Illuminati es cometen diversos assassinats a Ciutat del Vaticà, on hi ha amagada l'antimatèria amb la finalitat de destruir l'Església catòlica. Amb unes poques hores per evitar el desastre, Langdon i una científica italiana es veuen implicats en una carrera contrarellotge. La novel·la va ser adaptada al cinema l'any 2009.

## Sinopsi
Robert Langdon, expert en simbologia, és convocat a un centre d'investigació suís per analitzar un misteriós senyal marcat amb foc en el pit d'un físic assassinat. Allà, Langdon descobreix el ressorgiment d'una antiga germandat secreta: els Illuminati, que han emergit de les ombres per dur a terme la fase final d'una llegendària venjança contra el seu enemic més odiat: l'Església catòlica.
Els pitjors temors de Langdon es confirmen quan els Illuminati anuncien que han amagat una bomba al cor de la Ciutat de Vaticà. Amb el compte enrere en marxa, Langdon viatja a Roma per unir forces amb Vittoria Vetra, una bella i misteriosa científica. Els dos s'embarcaran en una desesperada cursa contra rellotge pels racons menys coneguts del Vaticà.
Àngels i dimonis, la primera aventura del carismàtic i inoblidable Robert Langdon, és un addictiu i trepidant thriller sobre l'eterna pugna entre ciència i religió. Aquesta lluita es converteix en una veritable guerra que posarà en escac a tota la humanitat, que haurà de lluitar fins a l'últim minut per evitar un gran desastre.

## Miscel·lània

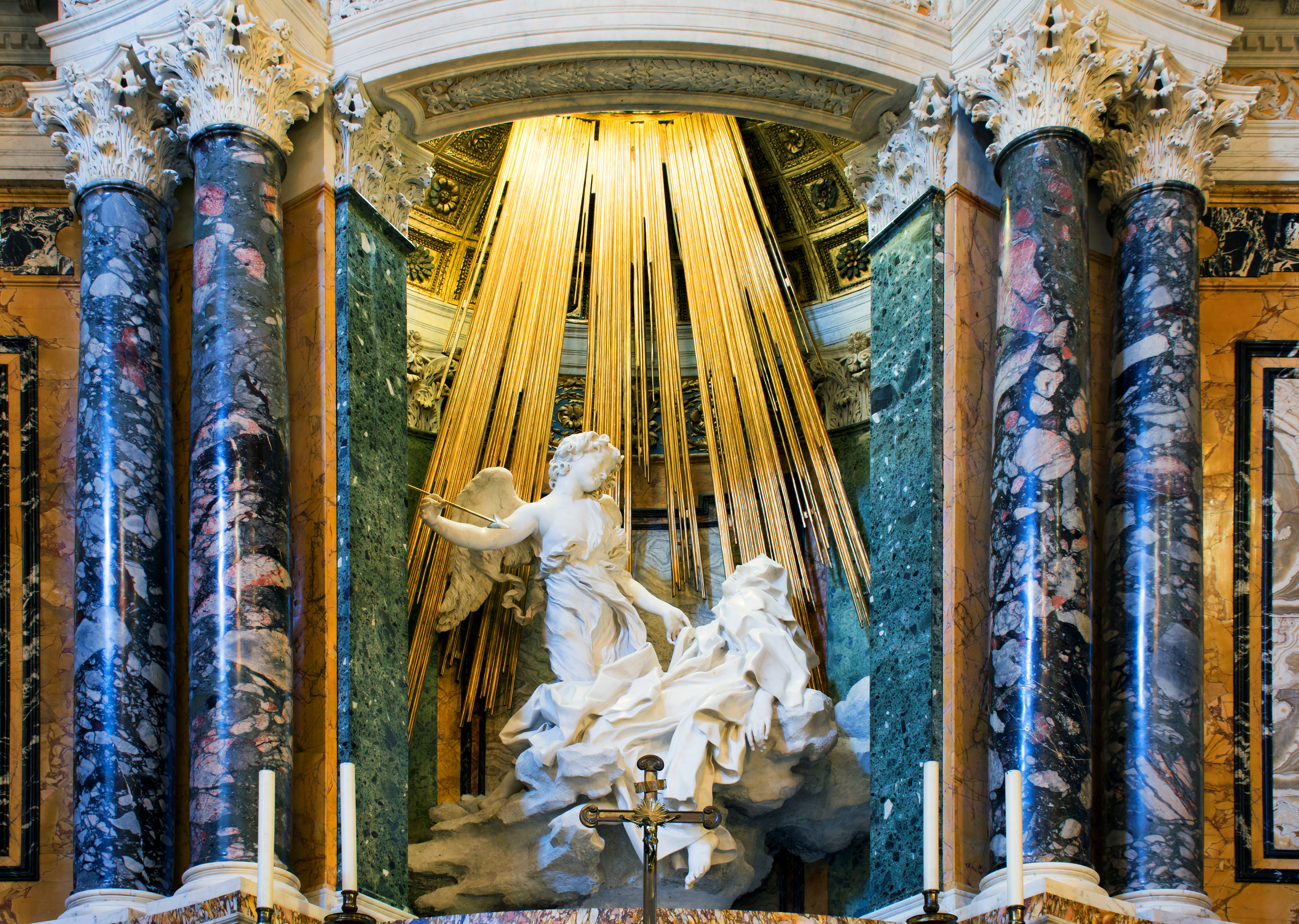
Èxtasi de Santa Teresa.

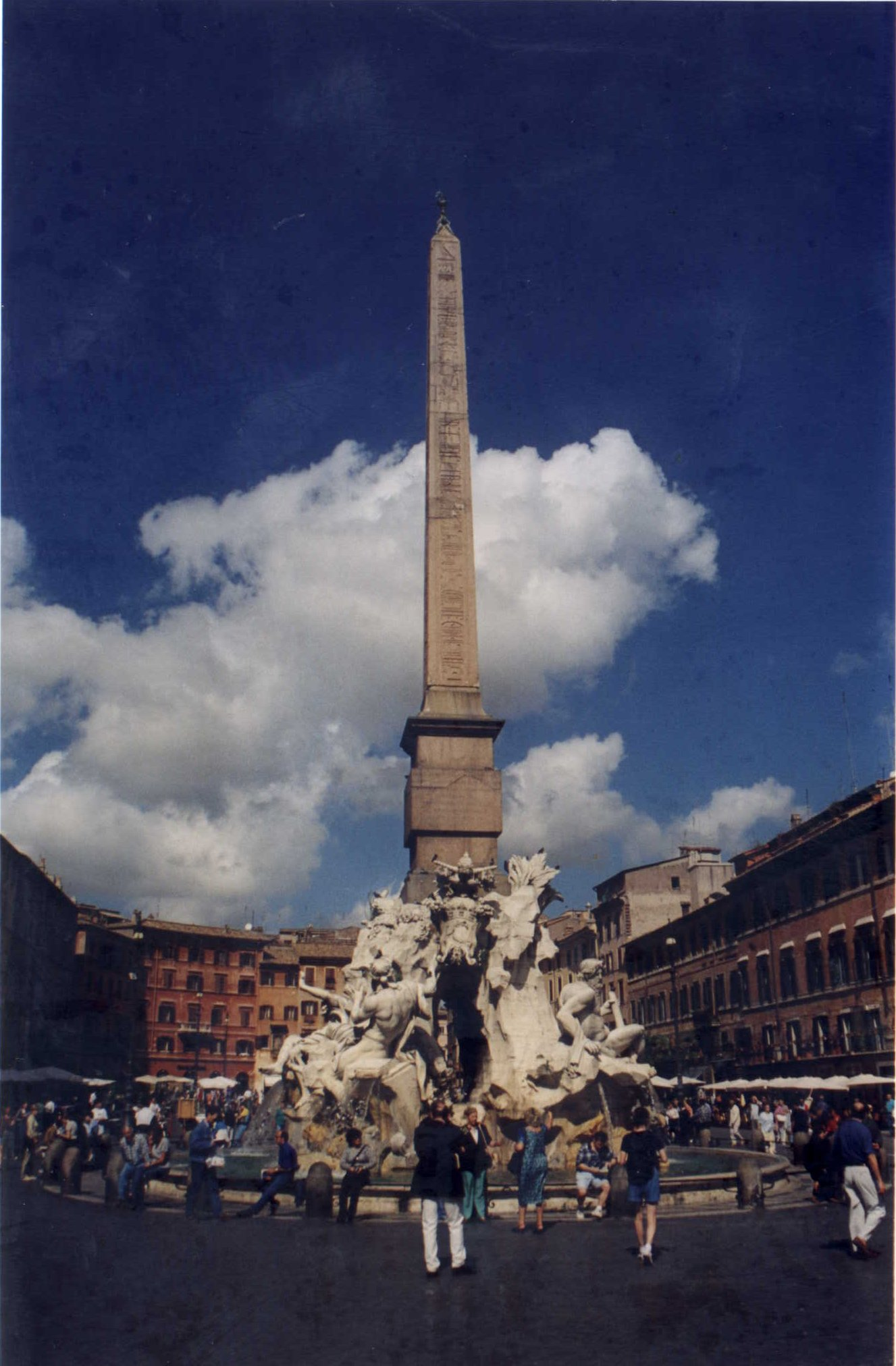
Fontana dei Quatro Fiumi.

La novel·la rondalla sobre els Altars de la ciència, a Roma. Quatre llocs que representen els quatre elements clàssics i que formen el conegut Sender de la il·luminació. Al final del qual es troba l'amagatall dels Illuminati. Segons la novel·la, els altars van ser amagats com a art religiós per passar desapercebuts davant la censuradora Església i van ser esculpits per Bernini: Habbakuk i l'àngel, en la capella Chigui de Santa María del Popolo, representa a la terra; el West Ponente, a la plaça de Sant Pere, representa a l'aire; l'Extásis de Santa Teresa, en la capella Cornaro de Santa María della Vittoria, representa el foc i la Font dels Quatre Rius, a la Piazza Navona, representa a l'aigua.

## Adaptació cinematogràfica
Àngels i dimonis és una pel·lícula de suspens i misteri nord-americana de 2009 dirigida per Ron Howard, escrita per David Koepp i Akiva Goldsman, basada en la novel·la de Dan Brown. L'actor Tom Hanks va tornar a ficar-se en la pell del professor Robert Langdon. La pel·lícula va tenir crítiques per part de la premsa especialitzada i va aconseguir una recaptació de gairebé 485 milions de dòlars.